# 乔治·罗萨诺
乔治·罗萨诺（義大利語：Giorgio Rossano，1939年3月20日—2016年2月13日），意大利男子足球运动员，司职前锋。他曾代表意大利国奥队参加1960年夏季奥林匹克运动会足球比赛，获得第四名。